# Waldbahn Bieszczady
| Waldbahn Bieszczady |                             |              |              |
| Streckenverlauf der Waldbahn Bieszczady (dünne schwarze Linie von NW nach SO) |                             |              |              |
| Streckenlänge: | früher 75 km, heute 21 km   |              |              |
| Spurweite: | früher 760 mm, heute 750 mm |              |              |
| |                             |              |              |
| \| \| \| Rzepedź \| \| \| \| \| Duszatyn \| \| \| \| \| Mików \| \| \| \| \| Smolnik \| \| \| \| 25 \| Nowy Łupków \| Nowy Łupków \| \| \| \| \| \| \| \| \| Wola Michowa \| \| \| \| 9 \| Balnica \| Balnica \| \| \| \| Solinka \| \| \| \| \| DW897 \| \| \| \| \| Żubracze \| \| \| \| 0 \| Majdan \| Majdan \| \| \| \| DW897 \| \| \| \| 2 \| Cisna \| Cisna \| \| \| 6 \| Dołżyca \| Dołżyca \| \| \| 8 \| Krzywe \| Krzywe \| \| \| 11 \| Przysłup \| Przysłup \| \| \| \| DW897 \| \| \| \| \| Smerek \| \| \| \| \| DW897 \| \| \| \| \| Wetlina \| \| \| \| \| Moczarne[2] \| \| |                             |              |              |
| Kopfbahnhof Streckenanfang (Strecke außer Betrieb) |                             | Rzepedź      | Rzepedź      |
| Haltepunkt / Haltestelle (Strecke außer Betrieb) |                             | Duszatyn     | Duszatyn     |
| Haltepunkt / Haltestelle (Strecke außer Betrieb) |                             | Mików        | Mików        |
| Haltepunkt / Haltestelle (Strecke außer Betrieb) |                             | Smolnik      | Smolnik      |
| Kopfbahnhof Streckenanfang (Strecke außer Betrieb) · Strecke (außer Betrieb) | 25                          | Nowy Łupków  | Nowy Łupków  |
| Strecke nach links (außer Betrieb) · Abzweig geradeaus, nach rechts und von rechts (Strecke außer Betrieb) |                             |              |              |
| Haltepunkt / Haltestelle (Strecke außer Betrieb) |                             | Wola Michowa | Wola Michowa |
| Haltepunkt / Haltestelle | 9                           | Balnica      | Balnica      |
| ehemaliger Haltepunkt / Haltestelle |                             | Solinka      | Solinka      |
| Bahnübergang |                             | DW897        | DW897        |
| ehemaliger Haltepunkt / Haltestelle |                             | Żubracze     | Żubracze     |
| Bahnhof | 0                           | Majdan       | Majdan       |
| Bahnübergang |                             | DW897        | DW897        |
| Haltepunkt / Haltestelle | 2                           | Cisna        | Cisna        |
| Haltepunkt / Haltestelle | 6                           | Dołżyca      | Dołżyca      |
| ehemaliger Haltepunkt / Haltestelle | 8                           | Krzywe       | Krzywe       |
| Haltepunkt / Haltestelle | 11                          | Przysłup     | Przysłup     |
| Bahnübergang (Strecke außer Betrieb) |                             | DW897        | DW897        |
| Haltepunkt / Haltestelle (Strecke außer Betrieb) |                             | Smerek       | Smerek       |
| Bahnübergang (Strecke außer Betrieb) |                             | DW897        | DW897        |
| Haltepunkt / Haltestelle (Strecke außer Betrieb) |                             | Wetlina      | Wetlina      |
| Haltepunkt / Haltestelle Streckenende (Strecke außer Betrieb) |                             | Moczarne     | Moczarne     |

Die Waldbahn Bieszczady  (polnisch Bieszczadzka Kolejka Leśna) war eine Waldbahn mit einer Spurweite von 750 mm in den Bieszczady in Polen, die ursprünglich auf die staatlich garantierte Lokalbahn Łupków–Cisna zurückgeht.
Die Strecke zwischen Balnica und Przysłup wird heute als Museumsbahn nachgenutzt.

## Geschichte
Der Bau der Schmalspurbahnstrecke von Nowy Łupków nach Cisna an der Bahnstrecke Nowy Zagórz–Łupków begann 1890. Mit der von dem polnischen Ingenieur Albin Zazula konstruierten Bahn wurden die Wälder zur Nutzung der dortigen Holzvorkommen erschlossen. Der größte Teil der Arbeit beim Bau der Eisenbahnlinie wurde ohne technische Geräte von Hand durchgeführt. Die Strecke wurde nach österreichischen Normalen und daher mit bosnischer Spurweite (760 mm) errichtet.
Die Hauptstrecke führte durch das Tal des Flusses Solinka. Für den Bau von Brücken, Durchlässen und Stützmauern wurden Steinmetze aus Italien engagiert, von denen einige auch nach dem Abschluss der Bauarbeiten in dem Gebiet entlang der Waldbahn blieben, wie z. B. die Familie Meinardich. Am 22. Januar 1898 wurde der erste Streckenabschnitt von Nowy Łupków nach Cisna eröffnet. Durch die entlang der Strecke gebauten Sägewerke kam es zu einem Wirtschaftsaufschwung in der Region. In den Jahren von 1900 bis 1909 wurde die Eisenbahnstrecke wegen der gestiegenen Holznachfrage um 20 km von Cisna nach Kalnica und Beskid (Smerek) verlängert.

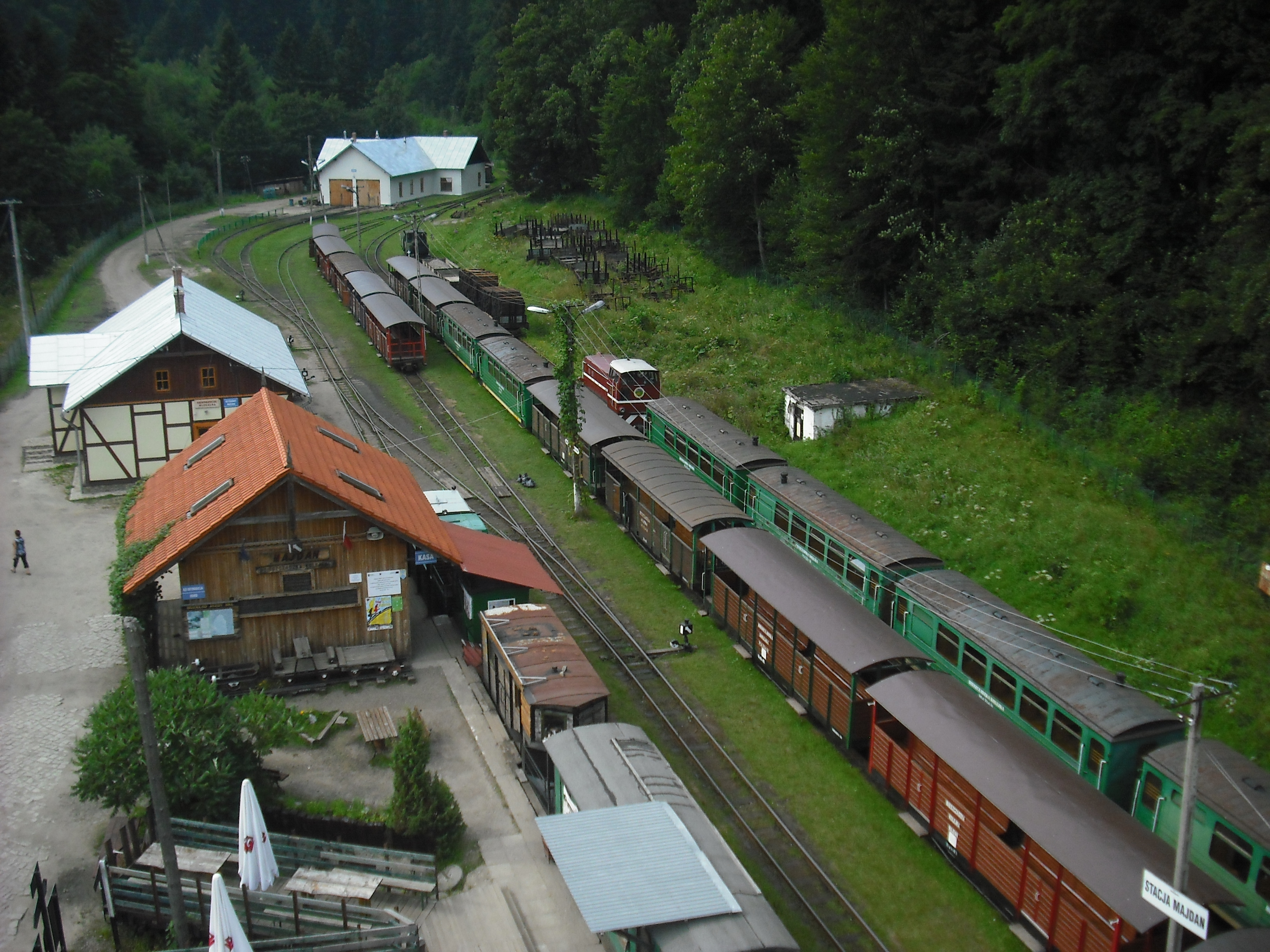
Bahnhof Majdan

Während des Zweiten Weltkriegs wurde die Strecke in den Jahren 1944/1945 zerstört. Nach dem Krieg wurde sie von den Staatsforsten übernommen und wieder aufgebaut. In den frühen 1950er Jahren wurde die Nennspurweite von 760 mm auf 750 mm verringert und in den 1960er Jahren bis auf eine Länge von 75 km verlängert. Im Jahr 1963 begann der Personenverkehr, der bis zum 30. November 1994 fortgesetzt wurde, als der Zugverkehr vollkommen eingestellt wurde. Bis dahin beschäftigte die Bahngesellschaft ca. 300 Personen.
Nach dem Erwerb der Bahngesellschaft durch die Stiftung der Waldbahn Bieszczady wurde ab dem 4. Juli 1997 der Betrieb abschnittsweise als Museumseisenbahn wieder aufgenommen. Von Mai bis September verkehren die Züge an Wochenenden, im Juli und August sogar täglich von Majdan nach Balnica und in die andere Richtung nach Przysłup.

## Fahrgastzahlen

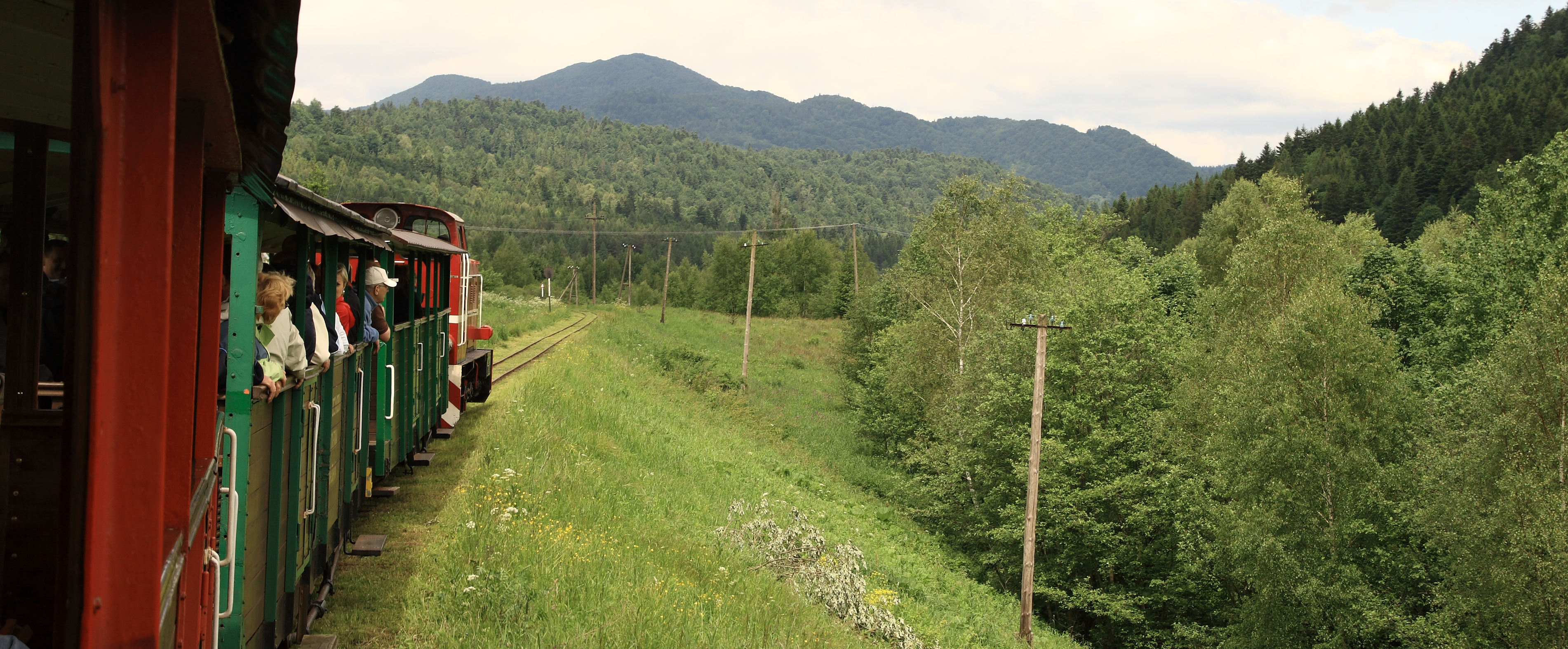
Museumseisenbahn

Das jährliche Verkehrsaufkommen war wie folgt:
- 1980er: ca. 30.000 Fahrgäste[4]
- 1994:  13.000 Fahrgäste[4]
- 1997:  23.000 Fahrgäste[4]
- 2007:  52.000 Fahrgäste
- 2009:  68.000 Fahrgäste[5]
- 2011:  72.000 Fahrgäste[6]
- 2014: 102.000 Fahrgäste[7]
- 2017: 138.000 Fahrgäste[8]

## Fahrzeuge

### Lokomotiven in Betrieb

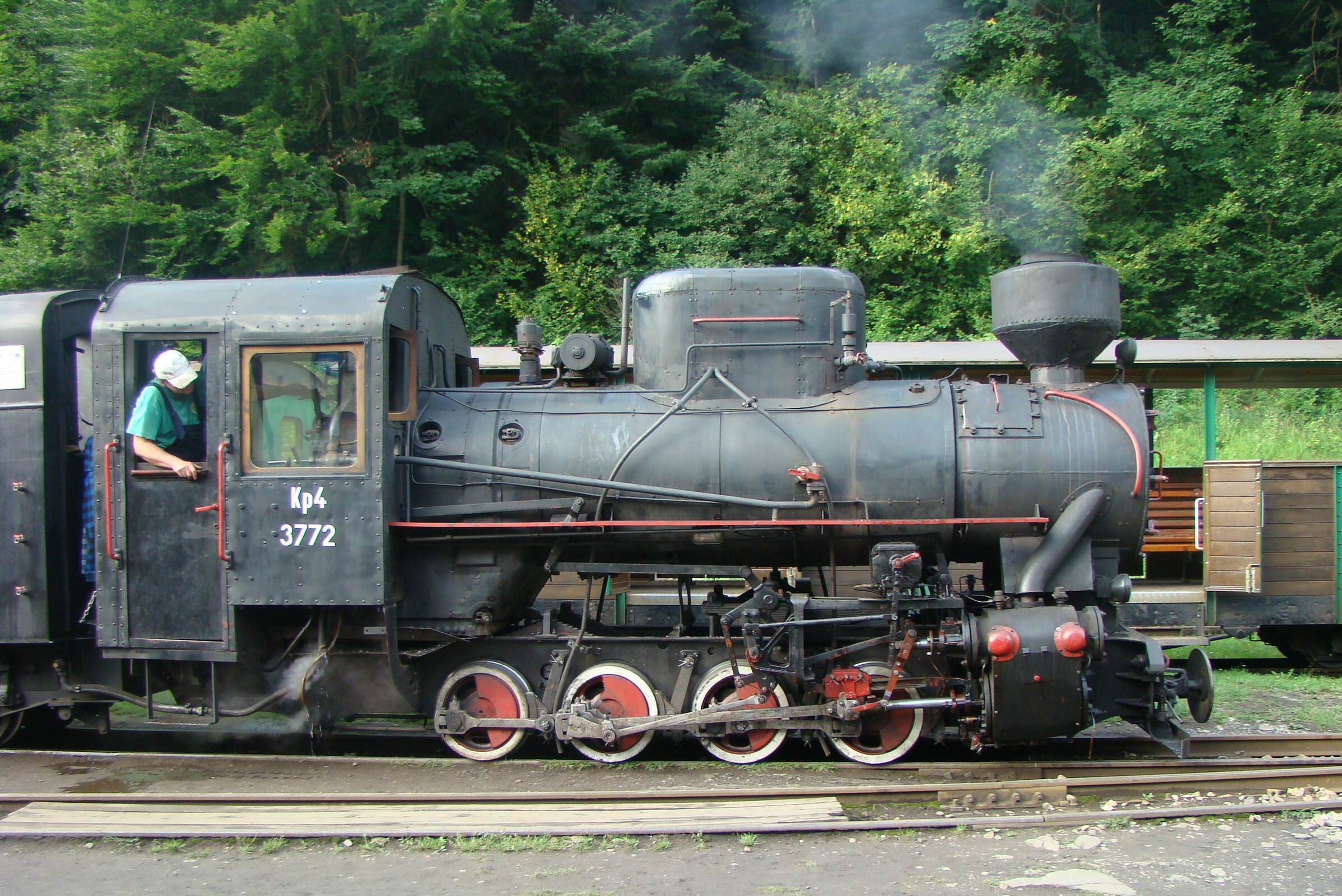
Kp4-3772

- Lokomotive Kp4-3772 (3772/1957), ursprünglich in der Zuckerfabrik Kruszwica eingesetzt, erworben im Jahr 2007, nach Reparaturen 2012 wieder in Betrieb genommen[9]
- Diesellokomotive Lyd2-CWO-01 (24064/1980)[4]
- Motordraisine Dm101 (Typ WM5, Baujahr 1956)[10]
- Motordraisine Dm102 (2010 überholt)[5]

### Lokomotiven außer Betrieb
- Dampflokomotive Las-1884 (4967/1956)[5][4]
- Diesellokomotive Lxd2-347 (ex Lxd2-321, gekauft 2006)[10]
- Diesellokomotiven Lyd2-01 (23393/1977), 05 (24048/1980), 06 (24049/1980), 07 (24050/1980)[4]
- Kp-4-1257 (1991 an das Schmalspurbahnmuseum (Muzeum Kolei Wąskotorowej) in Sochaczew zurückgegeben)[9]

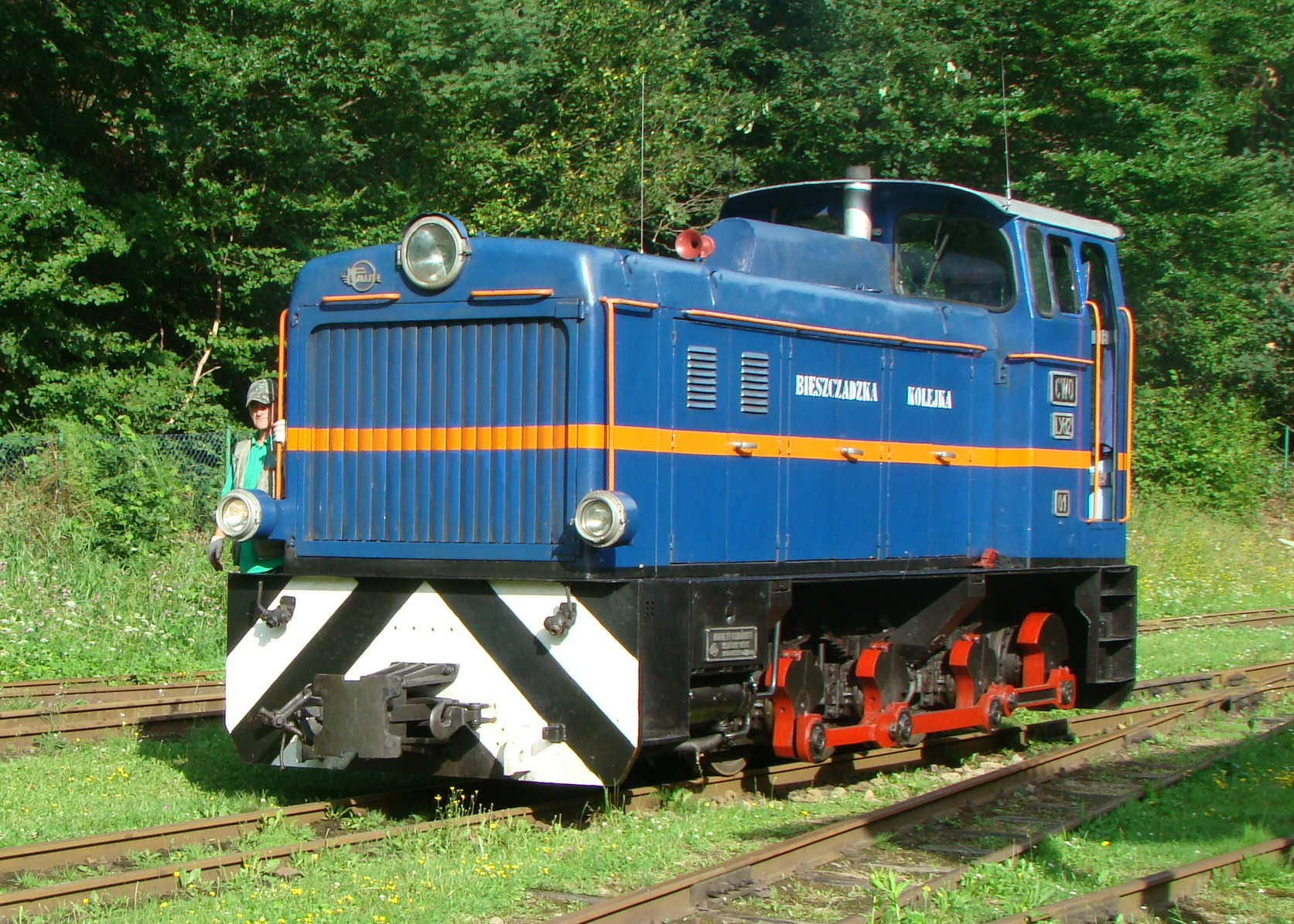
Lyd2-CWO-01
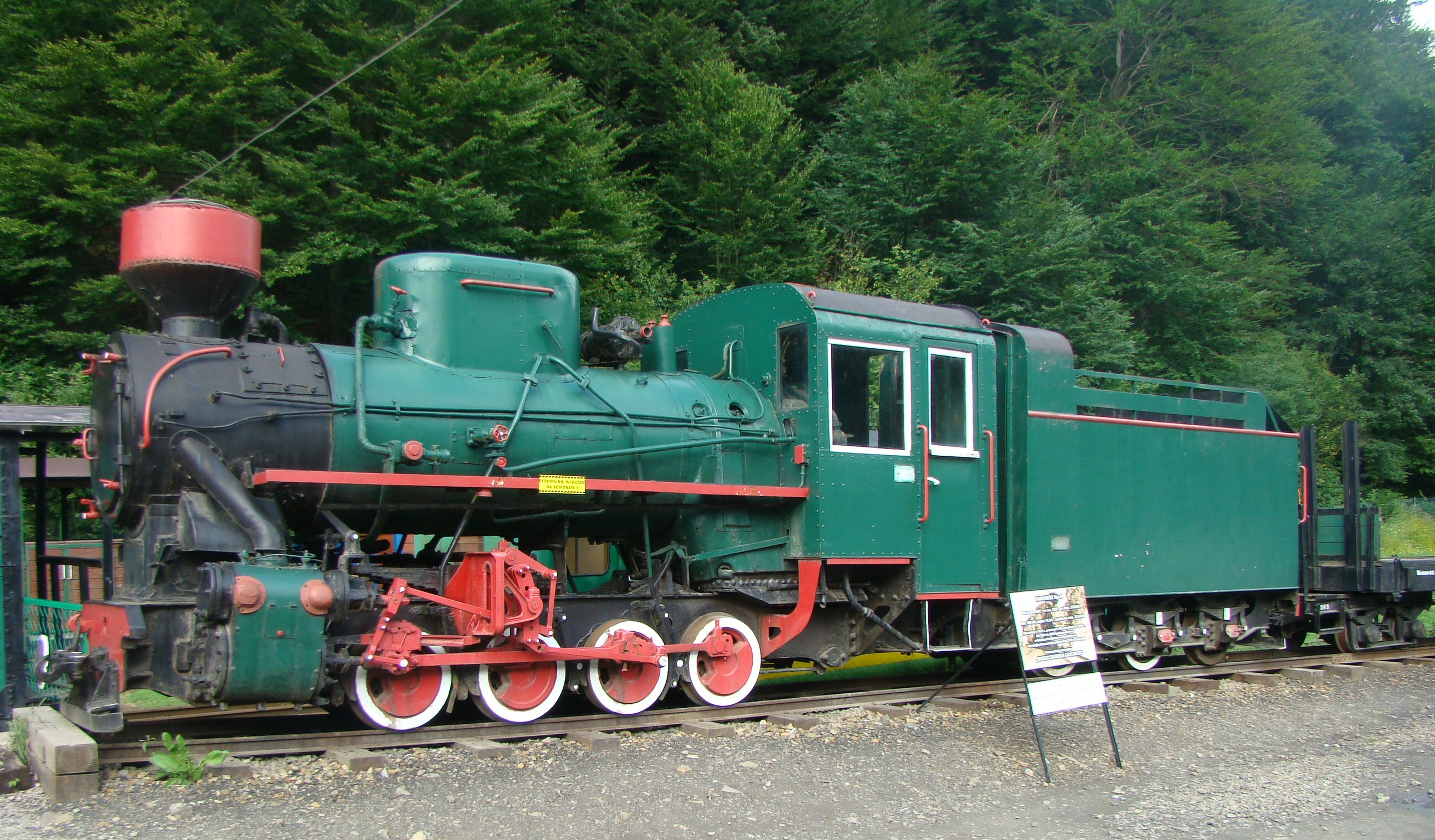
Kp4-1257 (Ausstellungsstück)
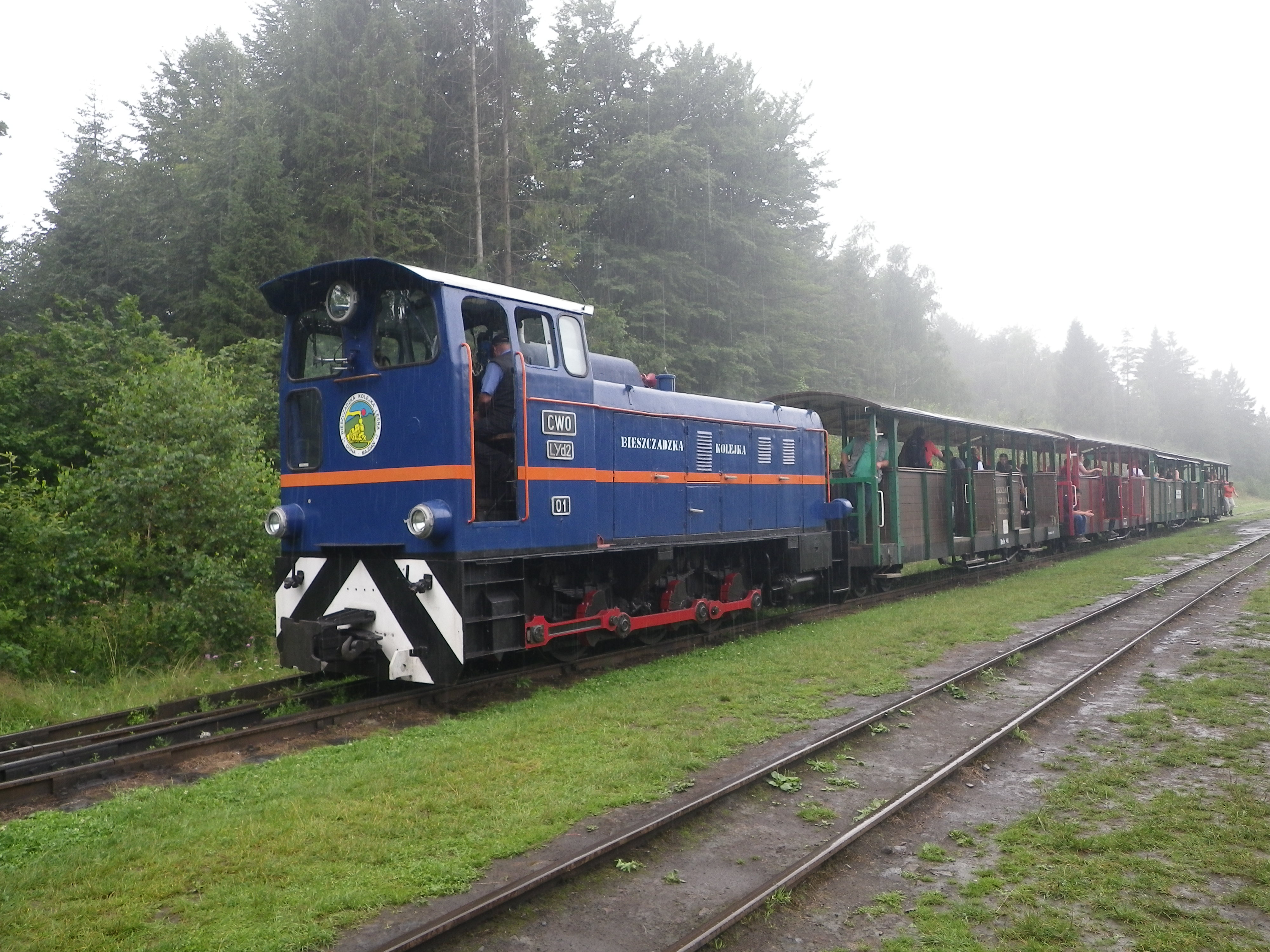
Balnica